# شیکاگو (کانزاس)
شیکاگو (به انگلیسی: Chicago) یک منطقهٔ مسکونی در ایالات متحده آمریکا است که در کانزاس واقع شده‌است. شیکاگو ۰ نفر جمعیت دارد و ۸۰۹٫۸۶ متر بالاتر از سطح دریا واقع شده‌است.